# OK Vojvodina Novi Sad
O Odbojkaški klub Vojvodina, mais conhecido apenas como OK Vojvodina, ou Vojvodina NS Seme Novi Sad por questão de patrocínio, é um clube de voleibol masculino sérvio fundado no ano de 1946, na cidade Novi Sad, Sérvia.

## Histórico
Foi fundado em 1946 e, nos primeiros trinta anos de história, competia no voleibol amador. No início da década de 70, após reformulação estatutária que permitiu o clube de ingressar na elite do voleibol jugoslavo, a equipe de Vojvodina conquistou seu primeiro título, a Copa da Jugoslávia de 1977.
No final dos anos 80 obteve seu segundo título da referida copa e ocorreu uma sucessão de títulos nacionais consecutivos. Após a conquista do título do Campeonato Jugoslavo de 1988, a equipe obteve a credenciação para a disputa da Liga dos Campeões da Europa de 1988–89 e avançou as semifinais, terminando na terceira posição em Pireu, repetindo o feito na temporada 1995–96 em Bolonha.
Após dissolução da República Socialista Federal da Jugoslávia, ocorreu a saída dos fortes adversários croatas, e aliados ao declínio gradual do arquirrival Partizan Belgrado, o clube conseguiu a hegemonia no campeonato da Sérvia e Montenegro. Com o início do terceiro milênio, a competitividade das equipes de Montenegro intensificou, mas a história se repetiu em 2006 após a independência do estado montenegrino. 
O primeiro triunfo no campeonato sérvio ocorreu em 2006–07. Na temporada 2014–15, além do título nacional, conquistou o primeiro troféu a nível europeu, a Taça Challenge. No início da temporada 2015–16, conquista a Supercopa, sendo campeão nacional novamente em 2016–17, alcançando o título nas duas temporadas seguintes.

## Títulos

### Continentais
Liga dos Campeões
- Terceiro lugar: 1995–96

 Taça CEV
- Terceiro lugar: 1982–83

 Taça Challenge
- Campeão: 2014–15

### Nacionais
Campeonato Sérvio
- Campeão: 2006–07, 2016–17, 2017–18, 2018–19, 2019–20, 2020–21, 2021–22
- Vice-campeão: 2008–09, 2010–11, 2011–12, 2013–14, 2015–16, 2022–23

 Copa da Sérvia
- Campeão: 2006–07, 2009–10, 2011–12, 2014–15, 2019–20
- Vice-campeão: 2016–17, 2022–23

 Supercopa Sérvia
- Campeão: 2015, 2019, 2020, 2021
- Vice-campeão: 2012, 2017, 2018, 2022

 Campeonato Servo-Montenegrino
- Campeão: 1991–92, 1992–93, 1993–94, 1994–95, 1995–96, 1996–97, 1997–98, 1998–99, 1999–00, 2003–04
- Vice-campeão: 2001–02, 2004–05, 2005–06

 Copa Servo-Montenegrina
- Campeão: 1991–92, 1993–94, 1994–95, 1995–96, 1997–98, 2002–03, 2003–04, 2004–05
- Vice-campeão: 1992–93, 2000–01

 Campeonato Jugoslavo
- Campeão: 1987–88, 1988–89
- Vice-campeão:1980–81, 1982–83, 1985–86, 1986–87, 1990–91

 Copa da Jugoslávia
- Campeão: 1976–77, 1987
- Vice-campeão: 1981, 1986, 1988, 1990, 1991

## Jogadores notáveis[4][5]
- Borislav Otić
- Vojislav Nikolajević
- Miomir Đurić
- Milan Basarić
- Petar Bilanić
- Petar Kulešević
- Branko Gvozdenović
- Predrag Mihić
- Slobodan Janjetović
- Zlatoje Vasilijević
- Aleksandar Milovanović
- Nikola Marić
- Mihal Potran
- Slobodan Galešev
- Branislav Terzin
- Simo Višekruna
- Dragan Nišić
- Predrag Suša
- Slavko Bogdan
- Predrag Maoduš
- Danilo Bijelić
- Žarko Petrović
- Radovan Dabić
- Uroš Ribarić
- Milan Marić
- Velibor Ivanović
- Pero Stanić
- Dragan Klašnić
- Branislav Dobrodolski
- Zoran Nikolić
- Slobodan Košutić
- Đuro Bašić
- Dragan Vermezović
- Vladimir Grbić
- Slobodan Kovač
- Ekrem Lagumdžija
- Strahinja Kozić
- Nikola Salatić
- Siniša Reljić
- Nikola Grbić
- Đula Mešter
- Vasa Mijić
- Đorđe Đurić
- Dragan Svetozarević
- Edin Škorić
- Andrija Gerić
- Slobodan Boškan
- Vladimir Batez
- Marko Podraščanin
- Marko Ivović
- Dušan Tojagić
- Konstantin Čupković
- Branislav Đurić
- Goran Ćato
- Goran Marić
- Miloš Vemić
- Borislav Petrović
- Marko Samardžić
- Branko Roljić
- Dražen Luburić
- Gabrijel Radić
- Veljko Petković
- Dejan Bojović
- Aleksandar Minić
- Nikola Jovović
- Milan Katić
- Petar Čurović
- Goran Škundrić
- Petar Premović
- David Mehić
- Stefan Basta
- Miran Kujundžić
- Stevan Simić
- Čedomir Stanković
- Nikola Peković
- Vukašin Todorović
- Luka Čubrilo
- Milan Jurišić
- Danilo Mirosavljević
- Milija Mrdak
- Nenad Simeunović
- Nemanja Čubrilo
- Stefan Kovačević
- Aleksandar Veselinović
- Pavle Perić
- Nedjeljko Radović
- Božidar Vučićević
- Lazar Ilinčić
- Milorad Kapur

## Notáveis treinadores
- Nebojša Ninkov
- Darko Kalajdžić
- Dušan Višekruna
- Leszek Dorosz
- Zoran Gajić
- Nikola Salatić
- Radovan Dabić
- Milorad Kijac
- Strahinja Kozić
- Nedžad Osmankač